# Csőke Gergely
Csőke Gergely (Eger, 1972. január 4. –) magyar labdarúgó, csatár.

## Pályafutása
Az Eger SE csapatában kezdte a labdarúgást. Majd a Salgótarjáni BTC, a Diósgyőri FC és a Miskolci VSC játékosa volt. 1993-ban  a maldív-szigeteki Club Valencia csapatában szerepelt, ahol Szentmihályi Antal volt az edzője. Hazatérve a Miskolci VFC, majd nevelőegyesülete, az Eger játékosa volt. 1996 és 1998 között a Kispest-Honvéd csapatában szerepelt, és 1997-ben két élvonalbeli mérkőzésen lépett pályára. Ezt követően játszott Kuvaitban is. 2002-ben 30 éves korában fejezte be az aktív labdarúgást.